# Gigio D'ambrosio
Gigio D'Ambrosio (Imperia, 28 de septiembre de 1959) es un presentador de radio italiano.

## Biografía
D'Ambrosio es milanés por adopción. En el mundo de la radio comenzó a los dieciséis años: en paralelo con la dirección artística de Radio 101 (One O One) inicia su carrera de locutor y actor de voz. Fue uno de los primeros conductores de radio en formatos internacionales y es elegido de la ABC Watermark como la voz del programa italiano; American Top 40, lista de Billboard acerca los sencillos más vendidos en Estados Unidos y presenta el programa por más de 20 años.
En 1982, como consejero musical por Canale 5, Gigio comenzó una colaboración que tendrá una duración de varios años. Mientras cuatro años después es director para la programación de un programa musical de la RAI llamado Disco Ring (1986).

### Radio RTL 102.5
En julio de 2009 D'Ambrosio con la conducción del programa Stop Noticias y W l'Italia comienza a trabajar por radio RTL 102.5. Un año después en febrero junto a Giorgia Surina pasa a dirigir los programas No problem y W l'Italia, mientras en septiembre todos los fines de semana junto a Alex Peroni lleva a cabo Music Drive y The Flight.

Actualmente junto a Laura Ghislandi y siempre por RTL 102.5 conduce el programa La suite 102.5.